# Cetopsidium morenoi
Cetopsidium morenoi är en fiskart som först beskrevs av Fernández-yépez 1972.  Cetopsidium morenoi ingår i släktet Cetopsidium och familjen Cetopsidae. Inga underarter finns listade i Catalogue of Life.